# Batten Kill
Der Batten Kill (auch Battenkill oder Battenkill River) ist ein linker Nebenfluss des Hudson River in den US-Bundesstaaten Vermont und New York.
Der Batten Kill entspringt 9 km nördlich von Manchester im Bennington County von Vermont. Er fließt in südwestlicher Richtung nach Arlington. Dort ändert er seinen Kurs nach Westen und fließt in den Washington County nach New York. 5 km nördlich von Cambridge wendet er sich kurzzeitig nach Norden. Er fließt danach wieder in überwiegend westlicher Richtung. Er durchfließt den Ort Greenwich und mündet schließlich nach weiteren 10 km gegenüber von Schuylerville in den Hudson River. Der Batten Kill hat eine Länge von 96 km. Er entwässert ein Areal von 1054 km².

## Gedeckte Brücken
Am Batten Kill befinden sich vier gedeckte Brücken, von denen drei heutzutage noch genutzt werden.
- Arlington Green Covered Bridge (1852), in Vermont
- Eagleville Covered Bridge (1858)
- Shushan Covered Bridge (1858–1962), heute Museum
- Rexleigh Bridge (1874)

## Wasserkraftanlagen
Am unteren Batten Kill – im Bereich von Greenwich – befinden sich mehrere Kleinwasserkraftwerke.
Wasserkraftanlagen am Batten Kill in Abstromrichtung:
| Name             | Leistung in MW | Anzahl Turbinen | Lage | Betreiber         |
| ---------------- | -------------- | --------------- | ---- | ----------------- |
| Center Falls     | 1,1            | 3               | (⊙)  | Hollingworth      |
| Upper Greenwich  | 0,57           |                 | (⊙)  | Batten Kill Hydro |
| Middle Greenwich | 0,3            |                 | (⊙)  | Batten Kill Hydro |
| Middle Falls     | 2,2            | 2               | (⊙)  | Boralex           |
| Dahowa           | 10,5           | 1               | (⊙)  | Dahowa Hydro      |